# Brachynemurus mexicanus
Brachynemurus mexicanus is een insect uit de familie van de mierenleeuwen (Myrmeleontidae), die tot de orde netvleugeligen (Neuroptera) behoort. 
Brachynemurus mexicanus is voor het eerst wetenschappelijk beschreven door Banks in 1895.